# 安江农业学校
安江农业学校舊址在湖南省黔陽縣（今併入洪江市）安江镇溪边村胜觉寺，搬遷後原址改建為安江农校纪念园。

## 歷史
学校始建於1939年11月11日在湖南武冈县竹篙塘成立的「国立第十一中学职业部」，於抗日战争期間遷至黔陽縣（今併入洪江市）安江镇溪边村胜觉寺。1950年2月更名为湖南省安江农林技术学校，2003年与怀化机电工程学校合并成为怀化职业技术学院安江校区，內設「安江农校纪念园」。
纪念园内包含1939年至1986年修建的若干建筑。袁隆平曾于1953年至1976年在此从事教学和科研，在此期间成功研发三系配套杂交水稻，安江农业学校也因此被称为杂交水稻发源地。2009年，包含办公楼、师生宿舍、袁隆平旧居等建筑的安江农校纪念园被列入第六批全国重点文物保护单位，2012年成为国家3A级旅游景区。